# Elektroencefalografia
Elektroencefalografia (EEG) − nieinwazyjna metoda diagnostyczna i badawcza służąca do badania bioelektrycznej czynności mózgu za pomocą elektroencefalografu. Badanie polega na odpowiednim rozmieszczeniu na powierzchni skóry czaszki elektrod, które rejestrują zmiany potencjału elektrycznego na powierzchni skóry, pochodzące od aktywności neuronów kory mózgowej i po odpowiednim ich wzmocnieniu tworzą z nich zapis – elektroencefalogram. Jeśli elektrody umieści się bezpośrednio na korze mózgu (np. podczas operacji) badanie nosi nazwę elektrokortykografii (ECoG).
Richard Caton (1842–1926), lekarz pracujący w Liverpoolu, opublikował w British Medical Journal w 1875 roku badanie dotyczące aktywności elektrycznej w odkrytych półkulach mózgowych królików i małp. Pierwszy polski zapis EEG został zarejestrowany na Uniwersytecie Jagiellońskim przez Adolfa Becka, który swoją pracę opublikował w 1890 roku.
Pierwsze badanie EEG na człowieku przeprowadził Hans Berger, psychiatra z Jeny.

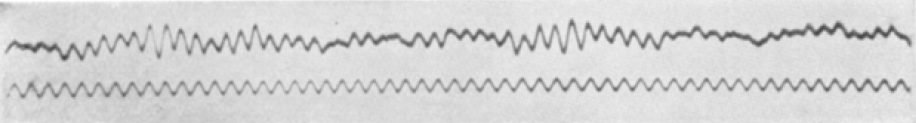
Pierwszy zapis sygnału EEG człowieka, sporządzony w 1929 roku przez Hansa Bergera

## Zastosowania EEG
Badania EEG są wykonywane dla monitorowania i diagnozy w następujących sytuacjach:
- padaczka
- zaburzenia snu
- przy stwierdzaniu śpiączki oraz śmierci mózgu
- chorobach organicznych mózgu
- zatruciach substancjami neurotoksycznymi (np. litem – charakterystyczne zespoły fal trójfazowych)

Uproszczone aparaty elektroencefalograficzne wykorzystywane są w treningu umysłu – biofeedbacku.
Elektroencefalografia jest wykorzystywana również w interfejsach mózg-komputer (BCI). Pomiary aktywności elektrofizjologicznej układu nerwowego pozwalają na komunikację człowieka z otoczeniem bez użycia mięśni.
Elektroencefalografia znajduje również zastosowanie w badaniach konsumenckich (badania neuromarketingowe), ale ich przydatność budzi kontrowersje.

### Zastosowania naukowe
EEG, a także związane z nim badanie ERP są szeroko stosowane w neuronaukach, kognitywistyce, psychologii poznawczej, neurolingwistyce i badaniach psychofizjologicznych, ale także do badania funkcji człowieka, takich jak połykanie. Nie wszystkie techniki EEG stosowane w badaniach są wystarczająco ustandaryzowane do użytku klinicznego, ograniczając odtwarzalność i replikowalność wielu badań.  Naukowcy badają obecnie potencjał EEG do rozszerzenia diagnostyki niektórych zaburzeń psychiatrycznych, na przykład ADHD.
Zastosowania kliniczne
EEG jest podstawową metodą diagnostyczną w padaczce. W przypadku osoby, o której wiadomo, że na padaczkę choruje i przyjmuje leki przeciwpadaczkowe wykonywanie co pewien czas badań EEG pozwala monitorować proces leczenia i ewolucji choroby. Jeśli w zapisie stwierdza się u chorego leczonego lekami przeciwpadaczkowymi elementy napadowe, to najczęściej są to tzw. wyładowania międzynapadowe (interictal discharges- ID), których liczba jest parametrem pozwalającym na ocenę skuteczności leczenia, a ich ustąpienie jest dobrym czynnikiem rokowniczym i świadczy o małym prawdopodobieństwie wystąpienia napadu padaczkowego.
EEG może pomóc także między innymi w diagnozowaniu lub leczeniu następujących zaburzeń:
- Guz mózgu
- Uszkodzenie mózgu w wyniku urazu głowy
- Dysfunkcja mózgu, która może mieć różne przyczyny (encefalopatia)
- Zapalenie mózgu (zapalenie mózgu)
- Udar mózgu
- Zaburzenia snu

Ponieważ EEG rejestruje aktywność mózgu w czasie rzeczywistym, technika ta może być przydatna w diagnozowaniu niektórych stanów neurologicznych. W szczególności, lekarze od dawna używają EEG do oceny podejrzanych przypadków padaczki i innych zaburzeń napadowych. Testy diagnostyczne mogą obejmować prezentację migających świateł (fotostymulacja), które mogą wywołać napady u osób z padaczką światłoczułą. Oprócz wykrywania i klasyfikowania rodzajów napadów, EEG może być wykorzystywane do monitorowania pacjentów pomiędzy epizodami padaczkowymi lub do przewidywania i kontrolowania napadów.
Diagnostyka zaburzeń snu stanowi kolejne ważne zastosowanie EEG. Każda faza snu charakteryzuje się pojawieniem się określonych wzorców fal mózgowych, przy czym fale delta wskazują na najgłębszy sen. Oceniając wyniki badań EEG, badacze mogą zatem określić jakość snu i zdiagnozować związane z nim zaburzenia. Chociaż sen i diagnostyka napadów to najczęstsze kliniczne zastosowania EEG, nie są one bynajmniej jedyne. 
Lekarze zazwyczaj diagnozują ADHD, podobnie jak inne zaburzenia psychiczne, poprzez wywiad kliniczny. Proces ten może być uzupełniony o badanie EEG, choć najlepszy biomarker do diagnozy pozostaje kwestią sporną. Tutaj należy zauważyć, że sama elektroencefalografia nie może zdiagnozować ADHD; a takie testy powinny być zawsze połączone z bardziej wyczerpującą oceną. W przyszłości EEG może być wykorzystywane do wspomagania diagnozy innych zaburzeń, w tym depresji, choroby Alzheimera i schizofrenii - choć prace w tym zakresie pozostają obecnie eksperymentalne.
EEG jest złotym standardem diagnostycznym potwierdzającym padaczkę. Czułość rutynowego badania EEG w wykrywaniu międzynapadowych wyładowań padaczkowych w ośrodkach zajmujących się leczeniem padaczki wynosi 29-55%. Biorąc pod uwagę niską lub umiarkowaną czułość, rutynowe badanie EEG (trwające zwykle 20-30 minut) może być prawidłowe u osób z padaczką. Gdy w EEG widoczne są międzynapadowe wyładowania padaczkowe (np. fale ostre, iglice, zespoły iglicy z falą wolną), jest to potwierdzeniem padaczki w prawie wszystkich przypadkach (wysoka swoistość), jednak do 3,5% populacji ogólnej może mieć nieprawidłowości padaczkowe w EEG, nie mając nigdy napadu (niski wskaźnik fałszywie dodatni) lub z bardzo niskim ryzykiem rozwoju padaczki w przyszłości.
U osób, które miały pierwszy niesprowokowany napad i były obserwowane przez co najmniej 1 rok, czułość EEG wynosiła 17,3% u dorosłych i 57,8% u dzieci, natomiast swoistość 94,7% u dorosłych i 69,6% u dzieci.
EEG jest zalecane dla badań: struktur powierzchownych-korowych, makroskali (z uwagi na wielkość stosowanych do rejestracji elektrod); szybkich procesów, a nie np. procesów emocjonalnych.
EEG może być trudne dla zastosowania dla badań: struktur głębokich, mikroskali, procesów powolnych (np. emocjonalnych).

## Metodyka badania EEG
W standardowym badaniu klinicznym umieszcza się 19 elektrod należących do systemu 10-20, zalecanego przez Międzynarodową Federację Neurofizjologii Klinicznej IFCN:
- osiem elektrod nad każdą półkulą[17]
- trzy elektrody w linii pośrodkowej[18]

Są one oznaczane:
- siedem elektrod nad korą płatów czołowych: Fp1, Fp2, F3, F4, F7, F8, Fz
- trzy elektrody na granicy płatów ciemieniowych i czołowych: C3, C4, Cz
- trzy elektrody nad płatami ciemieniowymi: P3, P4, Pz
- cztery elektrody nad płatami skroniowymi: T3, T4, T5, T6
- dwie elektrody nad płatami potylicznymi: O1, O2

Oraz dwie elektrody referencyjne przymocowane do płatka ucha A1, A2
W neurobiologii poznawczej coraz częściej stosowane są systemy składające się ze 128, a nawet 512 elektrod.

## Zalety i wady EEG

### Zalety EEG
EEG jest powszechnie używanym i stosunkowo nieinwazyjnym narzędziem diagnostycznym i badawczym, które posiada między innymi następujące zalety:

#### Zalety badawcze
- EEG zapewnia bardzo wysoką rozdzielczość czasową.

EEG jest jedną z niewielu technik, które pozwalają na nieinwazyjne badanie funkcjonowania mózgu z tak dużą dokładnością.
- Systemy EEG mogą być na tyle małe i przenośne, że nie będą tak wrażliwe na ruchy badanego, jak inne nieinwazyjne techniki neuroobrazowania[21] (wyjątkiem jest fNIRS, które również pozwala na prowadzenie badań w naturalnym środowisku[22]). Istnieją też sposoby eliminowania artefaktów związanych z ruchem w danych z EEG3.

Nieinwazyjne technologie do badania aktywności ludzkiego mózgu wymagają, aby badany ruszał się jak najmniej, ponieważ ruch obniża jakość sygnału. Istnieją jednak metody pomiaru EEG, które pozwalają na dokonanie dobrej jakości pomiaru nawet, gdy badany porusza się na zewnątrz.
- EEG nie wywołuje klaustrofobii tak, jak MRI czy PET.

Klaustrofobia i wzrost lęku podczas badań MRI powoduje poruszanie się przez badanego, a co za tym idzie pogorszenie jakości obrazu. 3-5% badanych rezygnuje z badania w związku z tym stresem, co zwiększa koszty poprzez potrzebę powtórzenia badania. Negatywne doświadczenie badanego może też sprawić, że odmówi wzięcia udziału w ponownym badaniu MRI.
- EEG można wykorzystać w badaniach interfejsu mózg-komputer.

EEG jest najczęściej używaną nieinwazyjną metodą ze względu na niski koszt, pośredni pomiar aktywności mózgu i możliwość przenoszenia sprzętu.

#### Zalety praktyczne
- EEG jest tanim narzędziem do mierzenia aktywności mózgu[25].

- EEG pracuje cicho, więc pozwala na badanie reakcji na bodźce dźwiękowe.

Nowe przenośne urządzenia EEG pozwalają umieścić elektrody na czubku głowy, przy uchu lub wewnątrz ucha. Badacze mogą dzięki temu badać reakcje badanych na dźwięki również w ich naturalnym otoczeniu, poza laboratorium.
- EEG w odróżnieniu od innych urządzeń, jest przenośne.

Z pomocą EEG można dokonywać badań poza laboratorium, nawet z pomocą takich urządzeń jak opaski na dłoń lub smartwatche. Dzięki większej mocy procesorów w telefonach komórkowych, można też prowadzić badania z ich pomocą.

### Wady EEG
- Niska rozdzielczość przestrzenna.

Sposób powstawania i rejestracji sygnału uniemożliwia dokładne określenie lokalizacji aktywnych struktur będących źródłem sygnału.
- Brak możliwości pomiaru aktywności podkorowej.

Czułość aparatury pozwala na rejestrację wyłącznie aktywności korowej, uniemożliwiając badanie obszarów głębiej położonych. 
- Nierówny wkład struktur mózgu w powstawanie sygnału.

Pofałdowanie kory mózgowej skutkuje różnicami w ułożeniu neuronów względem skóry głowy, przy której znajdują się elektrody EEG. Sprawia to, że rejestrowany jest przede wszystkim sygnał powstający w zakrętach, a w mniejszych stopniu ten pochodzący z bruzd.
- Słaby stosunek sygnału do szumu.

Z powodu obecności innych źródeł sygnału elektrycznego (aktywność serca, ruchy gałek ocznych, aktywność elektryczna z otoczenia) uzyskany sygnał zawiera dużą liczbę artefaktów i szumu, który utrudnia interpretację sygnału. Rodzi to konieczność stosowania odpowiednio dobranych filtrów podczas obróbki danych.
- Zwykle długotrwałe i uciążliwe dla badanego przygotowanie do badania.

Przeprowadzenie badania wymaga założenia badanemu czepka, nałożenia żelu przewodzącego i ręcznego podpięcia elektrod. Proces ten jest czasochłonny, a wykorzystany żel skleja włosy co dodatkowo obniża komfort osoby badanej. Poczucie dyskomfortu może mieć wpływ na wykonywane zadanie. Istnieją jednak czepki EEG, które pozwalaja ograniczyć czas konieczny na przygotowanie do badania. Czepek zawierający w sobie już popięte elektrody zanurzany jest w solance, a następnie zakładany badanemu. Taka metoda skutkuje jednak znacznym pogorszeniem jakości sygnału.

## Rodzaje aktywności mózgu

Jedna sekunda zapisu EEG

Prawidłowy elektroencefalogram osoby dorosłej w czuwaniu przy zamkniętych oczach składa się z dominującej rytmicznej, regularnej czynności alfa prawidłowo zróżnicowanej przestrzennie, tzn. o amplitudzie malejącej od potylicy ku przodowi; w odprowadzeniach przednich czołowych dominuje niskonapięciowa czynność beta.
W warunkach fizjologicznych powstają fale mózgowe o częstotliwości w zakresie 1–100 Hz oraz amplitudzie od 5 do kilkuset µV:
W przypadku jakiejkolwiek patologii (np. zniszczone komórki lub upośledzone przewodzenie chemiczne) będzie się opóźniać lub zwiększać szybkość ich przepływu, zwiększać lub zmniejszać amplituda, zmieniać ich kształt lub konfiguracja.

Fale delta

- Fale delta (δ) mają częstotliwość do 4 Hz. Obserwowane są głównie w 3. i 4. stadium snu (stadium NREM).

Fale teta

- Fale theta (θ) mają częstotliwość od 4 do 8 Hz. Aktywność theta może być zaobserwowana podczas stanów hipnotycznych takich jak trans, hipnoza, lekki sen. Związane są z 1. i 2. stadium snu NREM. Odmienny rodzaj fal theta jest związany z aktywnością poznawczą ─ w szczególności uwagą a także procesami pamięciowymi (tzw. rytm FMθ – frontal midline theta). Jest on obserwowany głównie w przyśrodkowej części przedniej części mózgu.

Fale alfa

- Fale alfa (α) mają częstotliwość od 8 do 13 Hz. Ich amplituda wynosi około 30-100 µV. Fale alpha są dobrze widoczne przy braku bodźców wzrokowych (w warunkach zamkniętych oczu u osoby badanej). Ich stłumienie następuje podczas percepcji wzrokowej. Fale alfa związane są również ze stanem relaksu i obniżonym poziomem aktywności poznawczej.

Fale beta

- Fale beta (β) mają częstotliwość od 13 do około 30 Hz, mają amplitudę poniżej 30 µV. Obrazują one zaangażowanie kory mózgowej w aktywność poznawczą. Fale beta o małej amplitudzie występują podczas koncentracji uwagi. Dodatkowo, mogą być wywołane przez różne patologie oraz substancje chemiczne takie jak benzodiazepiny.

Fale gamma

- Fale gamma (γ) występują w zakresie częstotliwości około 26–100 Hz.

Przy przejściu ze stanu bezsenności (czuwania) przez stadium 1 (drzemka), 2 (lekki sen), do stadium 3 i 4 (głęboki sen) zanika aktywność alfa i częstotliwość zapisu obniża się. W stadium 2 występuje aktywność theta oraz zespoły K i wrzeciona snu. W stadium 3 i 4 występują fale delta o niskich częstotliwościach.
Po okresie głębokiego snu zapis może przejść do stadium REM, w którym występują sny. Taki cykl powtarza się wielokrotnie podczas całego snu, zmienia się jednak czas trwania poszczególnych stadiów.

## Łączenie EEG z innymi technikami neuroobrazowania
Jednoczesne zapisy EEG i skany fMRI zostały pomyślnie uzyskane, chociaż rejestrowanie obu w tym samym czasie skutecznie wymaga przezwyciężenia kilku trudności technicznych, takich jak obecność artefaktu balistokardiograficznego, artefaktu pulsu MRI i indukcji prądów elektrycznych w przewodach EEG, które poruszają się w silnych polach magnetycznych MRI. Choć stanowią one wyzwanie, zostały one z powodzeniem przezwyciężone w wielu badaniach.
MRI wytwarza szczegółowe obrazy tworzone przez generowanie silnych pól magnetycznych, które mogą indukować potencjalnie szkodliwą siłę przesunięcia i moment obrotowy. Pola te wytwarzają potencjalnie szkodliwe częstotliwości radiowe i tworzą artefakty obrazu, czyniąc je bezużytecznymi. Ze względu na te potencjalne zagrożenia tylko niektóre wyroby medyczne mogą być używane w środowisku MR.
Przeprowadzono również jednoczesne zapisy za pomocą MEG i EEG, co ma kilka zalet w porównaniu z używaniem tych technik osobno:
1. EEG wymaga dokładnych informacji o niektórych aspektach czaszki, które można tylko oszacować, takich jak jej promień i przewodnictwo elektryczne w różnych jej miejscach. MEG nie ma tego problemu, a jednoczesna analiza pozwala to poprawić.
2. MEG i EEG bardzo słabo wykrywają aktywność pod powierzchnią kory i podobnie jak EEG, poziom błędu wzrasta wraz z głębokością pod jej powierzchnią, którą próbuje się zbadać. Jednak błędy są bardzo różne w zależności od techniki, a połączenie ich pozwala w ten sposób na korekcję części tego szumu.
3. MEG nie ma dostępu praktycznie do żadnych źródeł aktywności mózgowia poniżej kilku centymetrów pod korą mózgową. Z drugiej strony EEG może odbierać sygnały z większej głębokości, choć z wysokim stopniem szumu. Połączenie tych dwóch elementów ułatwia określenie, co w sygnale EEG pochodzi z powierzchni (ponieważ MEG jest bardzo dokładny w badaniu sygnałów z powierzchni mózgowia), a co pochodzi z głębszych części mózgowia, umożliwiając w ten sposób analizę głębszych sygnałów mózgowych niż EEG lub MEG osobno[36].

Ostatnio zbadano połączone podejście EEG/MEG (EMEG) w celu rekonstrukcji źródła w diagnostyce padaczki.
EEG połączono również z pozytonową tomografią emisyjną. Zapewnia to korzyść pozwalającą naukowcom zobaczyć jakie sygnały EEG są związane z różnymi działaniami substancji w mózgowiu.
Ostatnie badania wykorzystujące techniki uczenia maszynowego, takie jak sieci neuronowe ze statystycznymi komponentami czasowymi wyodrębnionymi z danych EEG fal mózgowych płata czołowego, wykazały wysoki poziom sukcesu w klasyfikacji stanów psychicznych (zrelaksowany, neutralny, skoncentrowany), stanów emocjonalnych (negatywnych, neutralnych, pozytywnych) i dysrytmii wzgórzowo-korowej.